# Stictoptera heterogramma
Stictoptera heterogramma là một loài bướm đêm trong họ Noctuidae.